# Verzorgingsplaats Aalscholver
Verzorgingsplaats Aalscholver is een Nederlandse verzorgingsplaats langs de A6 Joure-Muiderberg tussen afritten 9 en 8 ter hoogte van natuurreservaat Oostvaardersplassen, in de gemeente Lelystad.
De verzorgingsplaats dankt haar naam aan de Aalscholver, een grote zwarte vogel met een lange snavel met daaraan een haakvormige punt. Deze vogel komt voor in de naastgelegen Oostvaardersplassen. In de omgeving van de verzorgingsplaats, in de gemeente Zeewolde, liggen veel wegen met een vogel in de naam, zoals de Reigerweg, Ooievaarsweg, Roerdompweg. Ook is er de Schollevaarweg te vinden, die betrekking heeft op de Aalscholver, aangezien Schollevaar een andere naam voor die vogel is.
Aan de andere kant van de snelweg ligt verzorgingsplaats Lepelaar.
Richting Joure:
Lepelaar · 
Oeverwal · 
De Abt · 
Wellerzand · 
De Lanen
Richting Muiderberg:
De Wiel · 
Lemsterhop · 
Han Stijkel · 
Rivierduin · 
Aalscholver